# Robert Rządca
Robert Artur Rządca (ur. 1956 w Warszawie) – polski specjalista w zakresie negocjacji, dr hab. nauk ekonomicznych, profesor nadzwyczajny Katedry Strategii Akademii Leona Koźmińskiego w Warszawie i Katedry Systemów Zarządzania Wydziału Zarządzania Uniwersytetu Warszawskiego.

## Życiorys
1 stycznia 1985 obronił pracę doktorską Wyznaczniki ewolucji przetargu zbiorowego, 31 maja 2004 habilitował się na podstawie pracy zatytułowanej Negocjacje w interesach. Objął funkcję profesora nadzwyczajnego Katedry Strategii Akademii Leona Koźmińskiego w Warszawie i Katedry Systemów Zarządzania Wydziału Zarządzania Uniwersytetu Warszawskiego.
Piastuje stanowisko prorektora w Akademii Leona Koźmińskiego w Warszawie oraz członka Komisji do spraw Nauki Konferencji Rektorów Akademickich Szkół Polskich (KRASP).
Był profesorem i dyrektorem Centrum Studiów Zarządzania Akademii Leona Koźmińskiego w Warszawie.